# Aviron de direction
Pour l'hiéroglyphe égyptien, voir Aviron de direction.

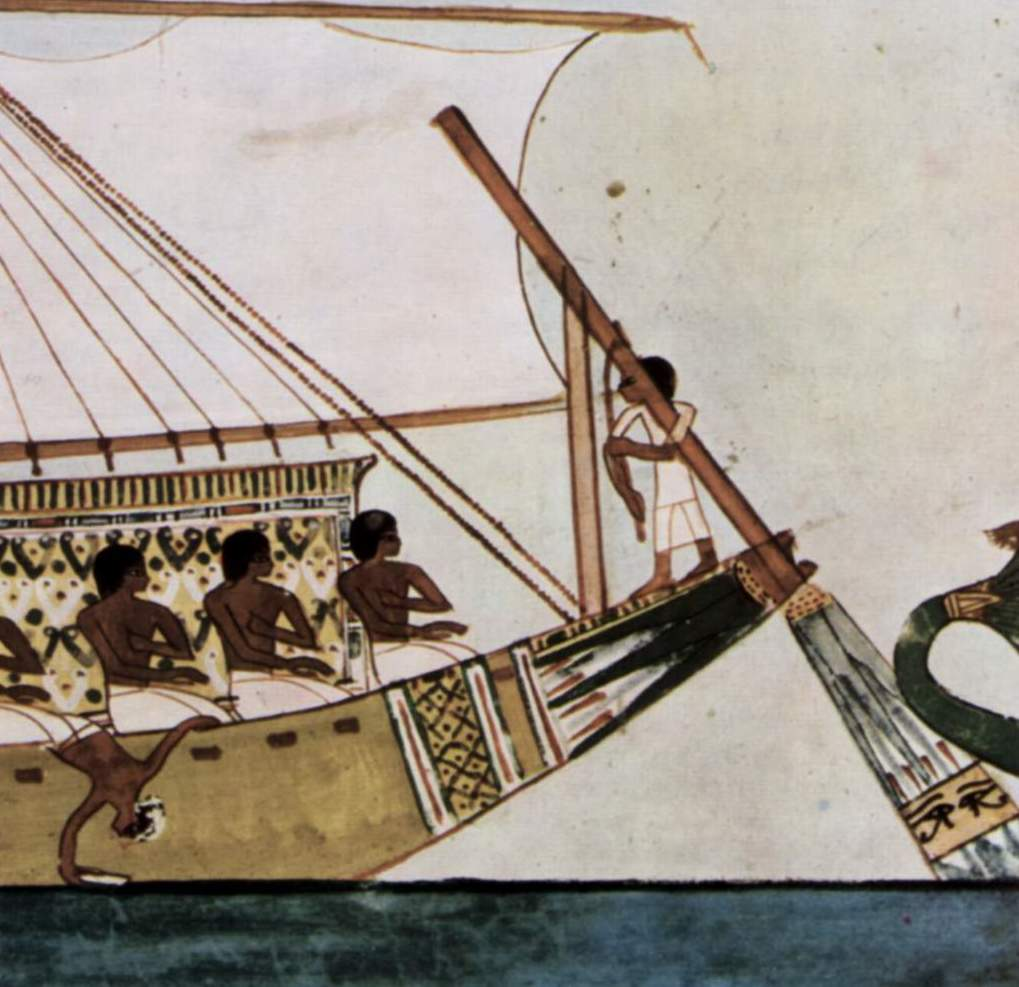
Aviron de direction sur un navire de l'Egypte Antique

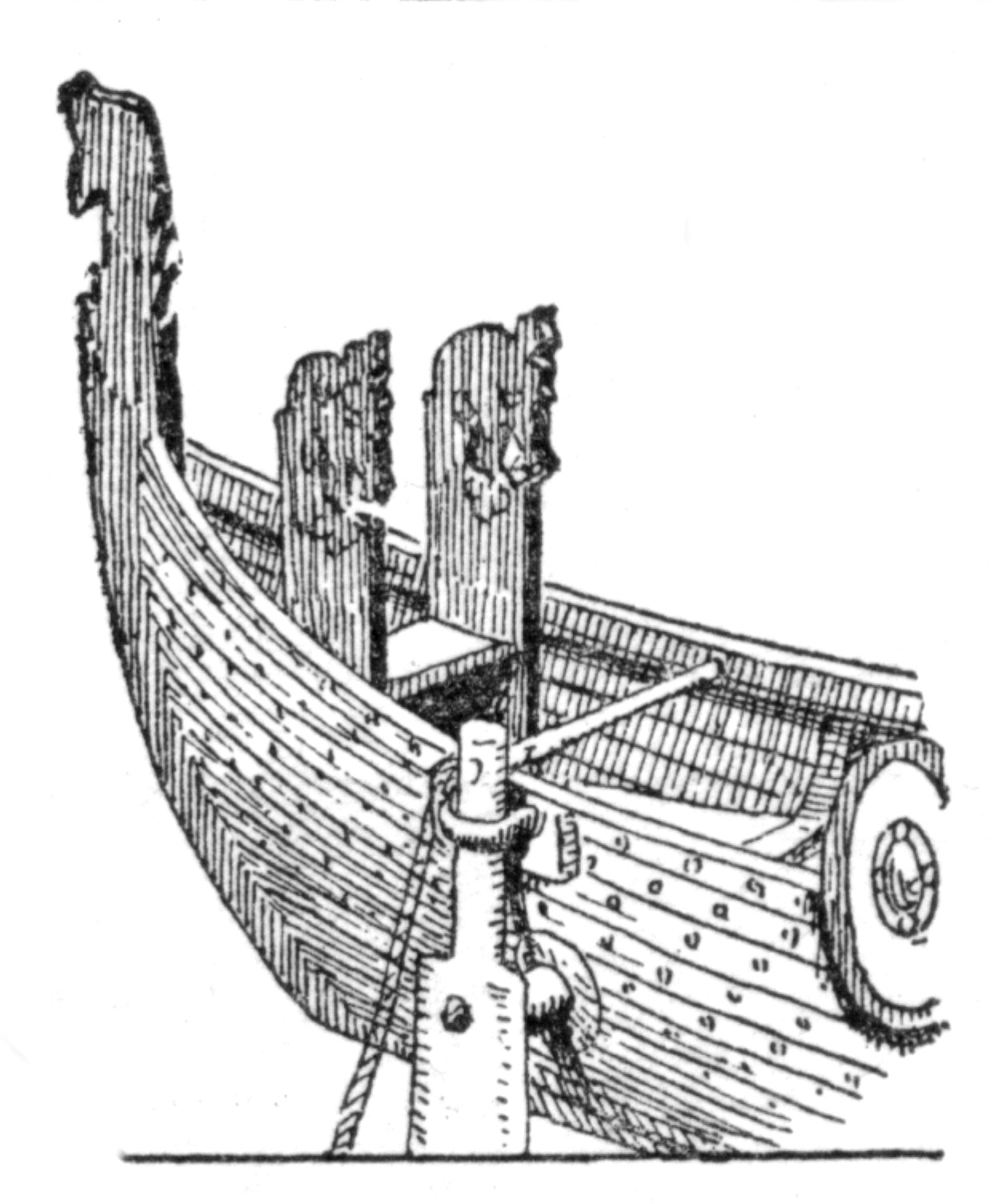
Aviron de direction sur un Drakkar viking

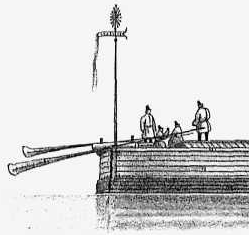
Avirons de direction d'une Kolomenka, barge russe de transport de marchandise

Un aviron de direction ou aviron de gouverne est une planche ou une rame surdimensionnée utilisée pour contrôler la direction d'un bateau ou de toute autre embarcation avant l'invention du gouvernail d'étambot. Rarement fixé sur les petits navires, l'aviron de direction est généralement attaché du côté tribord des plus gros. L'aviron de direction était crucial dans le développement des navires de grandes tailles aux époques où la technologie des gouvernails n'existait pas.
L'aviron de direction ne doit pas être confondu avec la godille servant à la fois à la direction et à la propulsion d'un bateau.

## Usage
Les avirons de direction étaient le mécanisme de direction typique sur les plus grands navires vikings ainsi que dans l'Egypte antique. Sur les représentations de navires de l'Égypte antique de l'Ancien Empire, jusqu'à 10 avirons de direction sont utilisés pour manœuvrer les plus gros navires de passagers.

## Importance étymologique
Le terme « starbord » (désignant Tribord dans le vocabulaire maritime international) dérive du vieil anglais « steorbord », signifiant « le côté par lequel le navire est dirigé » et désigne au départ le côté arrière droit ou se situait l'aviron de direction sur la plupart des navires (la majorité des marins étant droitiers). L'étymologie « steer-board » est partagée avec l'allemand (« Steuerbord ») et le néerlandais (« stuurboord »), qui ont donné naissance au « tribord » français, à l'« estribor » espagnol et à l'« estibordo » portugais.
L'aviron de direction étant du côté droit du bateau, ce dernier était généralement amarré au quai de l'autre côté. C'est la raison pour laquelle le terme « port » est utilisé pour désigner le côté gauche du bateau (Bâbord en français).